# Chrysodeixis
Genre
Synonymes
- Pseudoplusia
- Neoplusia
- Shensiplusia
- Chrysodeicis
- Chrysodixis

Chrysodeixis est un genre de lépidoptères (papillons) nocturnes de la famille des Noctuidae et de la sous-famille des Plusiinae.

## Espèces
- Chrysodeixis acuta - Tunbridge Wells Gem (Walker, [1858])
- Chrysodeixis argentifera - Tobacco Looper (Guenée, 1852)
- Chrysodeixis celebensis Dufay, 1974
- Chrysodeixis chalcites - Tomato Looper (Esper, 1789)
- Chrysodeixis chrysopepla Ronkay, 1989
- Chrysodeixis dalei (Wollaston, 1879)
- Chrysodeixis diehli Dufay, 1982
- Chrysodeixis dinawa (Bethune-Baker, 1906)
- Chrysodeixis eriosoma - Green Garden Looper (Doubleday, 1843)
- Chrysodeixis goergneri Behounek & Ronkay, 1999
- Chrysodeixis heberachis (Strand, 1920)
- Chrysodeixis illuminata (Robinson, 1968)
- Chrysodeixis imitans Behounek & Ronkay, 1999
- Chrysodeixis includens - Soybean Looper (Walker, [1858]) - Chenille arpenteuse du soja
- Chrysodeixis kebea (Bethune-Baker, 1906)
- Chrysodeixis kebeana (Bethune-Baker, 1906)
- Chrysodeixis keili Behounek & Ronkay, 1999
- Chrysodeixis luzonensis (Wileman & West, 1929)
- Chrysodeixis maccoyi Holloway, 1977
- Chrysodeixis minutoides Holloway, 1985
- Chrysodeixis minutus Dufay, 1970
- Chrysodeixis papuasiae Dufay, 1970
- Chrysodeixis permissa (Walker, 1858)
- Chrysodeixis plesiostes Dufay, 1982
- Chrysodeixis politus Dufay, 1970
- Chrysodeixis similaris Behounek & Ronkay, 1999
- Chrysodeixis similis Behounek & Ronkay, 1999
- Chrysodeixis subsidens - Australian Cabbage Looper (Walker, 1858)
- Chrysodeixis taiwani Dufay, 1974